# Braunkopf-Trugbaumläufer
Der Braunkopf-Trugbaumläufer (Rhabdornis inornatus) ist ein 15–17 Zentimeter großer Singvogel aus der Familie der Stare.

## Aussehen
Die Vögel haben ein dunkelbraunes Rückengefieder, der  gekrümmte Schnabel und die Beine sind schwarz, die Kehle ist weiß gefärbt. Die Partie um das Auge ist ebenfalls dunkelbraun. Das Bauchgefieder ist weiß mit dünnen länglichen, braunen Streifen versehen. Der untere Teil der Flügel und das Schwanzende sind dunkler. Die Beine haben kräftige Krallen.

## Verbreitung und Lebensraum
Diese Art kommt im inneren Teil der philippinischen Insel Samar, vom Tiefland bis ins Gebirge in einer Höhe von etwa 1.000 Metern vor. Dort bewohnen die Vögel die Kronen hoher Bäume.

## Lebensweise
Ihre Hauptnahrung, Insekten, fangen sie im Flug. Manchmal erbeuten sie Insekten und deren Larven, indem sie die Rinde hoher Bäume mit ihrem kräftigen Schnabel aufpicken. Als sonstige Kost nehmen sie aber auch Blütennektar und kleinere Früchte zu sich. Zur Nahrungssuche schließen sich die Vögel zu kleinen Gruppen von 20 Tieren, in Ausnahmefällen auch von bis zu 100 Exemplaren zusammen. Zum Schlafen lassen sie sich in größeren Gruppen auf den Ästen hoher Bäume nieder. Ihr Ruf besteht größtenteils aus „tsii“-, „zip“-, „wick“- oder „ziiit“-Lauten.

## Besondere Anatomie
Die Zungenspitze ist bürstenartig gefächert.

## Fortpflanzung
Als Nester dienen den Vögeln Baumhöhlen, welche mit Gras und Moosen ausgepolstert werden. Die Fortpflanzungszeit ist vermutlich zwischen März und Mai. Die genaue Anzahl der Eier ist nicht bekannt, vermutlich bis zu 10. Die Jungen werden von beiden Elternteilen versorgt.

## Gefährdung
Aufgrund ihrer weiten Verbreitung und weil für diese Art keinerlei Gefährdungen bekannt sind, stuft die IUCN diese Art als Least Concern (nicht gefährdet) ein.

## Unterarten
Es sind vier Unterarten bekannt:
- Rhabdornis inornatus inornatus Ogilvie-Grant, 1896[2] – Die Nominatform kommt auf der Insel Samar vor.
- Rhabdornis inornatus leytensis Parkes, 1973[3] – Diese Unterart kommt auf Biliran und Leyte vor.
- Rhabdornis inornatus rabori Rand, 1950[4] – Diese Subspezies kommt auf Panay und Negros vor.
- Rhabdornis inornatus alaris Rand, 1948[5] – Diese Unterart ist auf Mindanao verbreitet.